# Dymasius minor
Dymasius minor es una especie de escarabajo del género Dymasius, familia Cerambycidae. Fue descrita científicamente por Gahan en 1906.
Habita en India y Sri Lanka. Los machos y las hembras miden aproximadamente 9-14 mm. El período de vuelo de esta especie ocurre en el mes de mayo.